# 藤王みつる
藤王 みつる（ふじおう みつる、1966年3月15日 - ）は、日本の俳優、ダンサー、振付師。本名、佐藤 満（さとう みつる）。演出、振付、ダンサーは、佐藤 ミツルとして活動を行っている。

## 人物
千葉県銚子市出身。血液型はO型。身長178cm、体重63kg、スリーサイズはB-94、W-73、H-95。
特技はダンス、ボクシング。体を動かすことが好きで、極真空手の経験もある。趣味はスキューバダイビング。銚子の生まれということで自然の中で過ごすことが趣味である。18歳の時にダンスを始めたことがきっかけで芸能界に入る。しばらくダンサーをした後、23歳頃からは俳優業をするようになり、26歳頃からはシナリオ学校に通ったり、振り付けの仕事をするなど、仕事の分野は多岐に渡る。

## 主な出演作品

### テレビドラマ
- キスより簡単（1987年、フジテレビ系）
- ママじゃないってば!（1994年、TBS系） - 福島裕司 役
- 金田一少年の事件簿 第2シリーズ（1996年、NTV系）
- 仮面ライダークウガ（2000年 - 2001年、テレビ朝日系） - ズ・ゴオマ・グ 役
- 金曜エンタテイメント 児童虐待調査官・百瀬なつきの事件ファイル（2000年、フジテレビ系）
- 月曜ドラマスペシャル 呪いの5キャラットダイヤ（2000年、TBS系）

### ミュージカル
- サンタのクリスマス（1994年12月17日 - 24日、シアターVアカサカ） - 三太 役

### 映画
- 極道の妻たち 赫い絆（1995年、東映）
- 人間の翼 最後のキャッチボール（1996年、シネマクラフト） - 石丸藤吉 役
- 借金王 -THE MOVIE 2000-（2000年、日活） - 鈴木 役

### オリジナルビデオ
- ジ・ゴ・ロ（1995年、ポニーキャニオン）
- ジ・ゴ・ロ2（1995年、ポニーキャニオン）
- 監禁逃亡 恥辱の令嬢（1996年、ジャパンホームビデオ）
- ゴ機嫌！コールボーイ（日本ビデオ販売）- 佐伯健藏

## ダンサーとしての出演
- ピータークリスマスディナーショー（2010年12月5日 - 25日）
- ピーターコンサート2012 愛されて（2012年9月）
- ピーターディナーショー（2014年3月24日、京都ホテルオークラ）
- ピーターズレヴュー／越路吹雪を慕って（2014年8月17日 - 9月24日）
- ピータークリスマスディナーショー（2015年12月13日、パシフィックホテル沖縄）

## 振り付け
- ふたりのビッグショー - 由紀さおり&前川清（2000年6月23日、NHK）
- THE 舶来寄席 2015 autumn（佐藤ミツル名義、演出補兼）

## 佐藤ミツル名義での出演
- 国連クラシックライブ協会 生命のコンサート 赤毛のアン（2007年8月6日 - 2008年3月30日、東京国際フォーラム 他） - ベル先生 役
- 渡辺日佐夫の世界 DANCE・DRAMATIC LOVESTORY‐光と影‐（2016年5月3日・4日、俳優座劇場） - スター 役

## その他
- 「Blu-ray発売記念 仮面ライダークウガ グロンギナイト」トークショーゲスト（2016年2月25日、新宿バルト9）